# Schlacht bei Ocaña
Bailén –  Roliça –Vimeiro – Saragossa (1808) – Burgos (Gamonal) – Medina de Rioseco – Espinosa –  Tudela – Somosierra – Saragossa (1809) – La Coruña – Torres Vedras – Valls – Braga – Oporto – María – Talavera – Ocaña – Gerona – Ciudad Rodrigo (1810) – Buçaco – Gévora – Barrosa – Badajoz (1811) – Fuentes de Oñoro – La Albuera – Tarragona (1811) – Sagunt (Murviedro) – Ciudad Rodrigo (1812) – Badajoz (1812) –  Majadahonda – Salamanca – García Hernández –  Venta del Pozo – Vitoria – 
Sorauren – San Sebastián – Bidassoa
In der Schlacht bei Ocaña am 19. November 1809 standen sich französische Truppen unter Marschall Soult und die Spanier unter General de Arizagua gegenüber. Es handelt sich um den größten französischen Erfolg im Verlauf des napoleonischen Konflikts auf der iberischen Halbinsel.

## Vorgeschichte

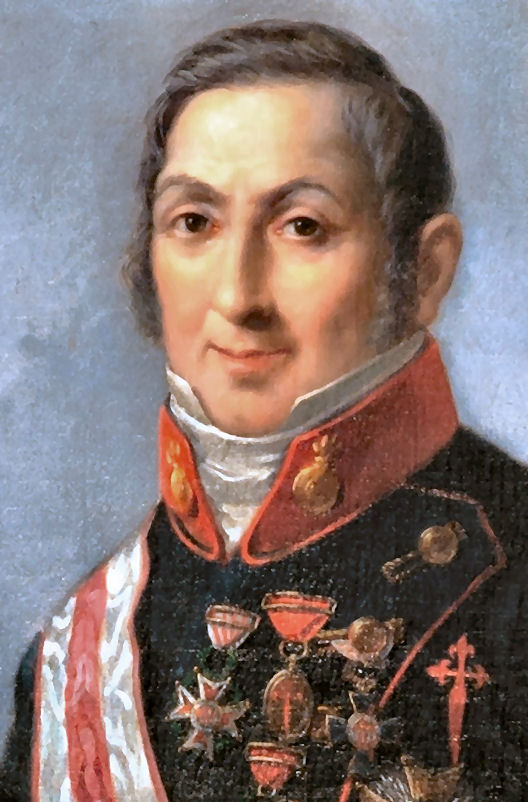
Juan Carlos de Areizaga

Nach der Schlacht von Talavera (28. Juli 1809) übernahm Francisco de Eguía die Nachfolge von General Cuesta als Befehlshaber der Armee von Extremadura. Nach den Beschlüssen der Centraljunta hatte General Eguía die Vereinigung mit der Armee von La Mancha zu erreichen und auf Madrid vorzugehen. Bei der verbündeten englischen Armee unter Lord Wellington in Portugal hatte Eguía nur 12.000 Mann der Extremadura-Armee unter dem Herzog von Alburquerque zurückgelassen.
Die von der Junta neu aufgestellte Armee von La Mancha war die bisher am besten ausgerüstete Armee, die Spanien seit der Schlacht von Tudela aufgestellt hatte. Am 3. Oktober zählte sie 51.900 Mann Infanterie, 5.760 Reiter und 35 Geschütze. Die Armee des Zentrums unter Venegas wurde von den Franzosen in der Schlacht von Almonacid geschlagen und konnte die anderen Armeen in der Sierra Morena nicht mehr verstärken. Der militärisch wenig gewandte General Juan Carlos de Areizaga wurde am 22. Oktober 1809 zum Chef der Armee des Zentrums ernannt und übernahm am nächsten Tag die Führung. Areizaga begann am 3. November den Vormarsch auf das von den Franzosen unter Joseph Bonaparte besetzte Madrid. Der eigentliche Befehl über die Franzosen, welche über 24.000 Infanteristen, 5.000 Kavalleristen, 1.500 Artilleristen und 50 Kanonen verfügten, lag in den Händen von Marschall Nicolas Soult.
Am 3. November verlegte Aréizaga sein Hauptquartier nach Santa Cruz de Mudela und am 7. November nach Herencia. Aréizagas vorgehende Avantgarde war in sieben Marschkolonnen organisiert, die jeweils von den Brigadiers Zayas, Luis de Lacy, Gaspar de Vigodet, Pedro Augustín Girón und Francisco González Castejón befehligt wurden. Die Generalmajore Tomás de Zeraín und Pelegrin Jácome und die Brigadiere Francisco Cópons und Manuel Freire deckten mit ihren Kavallerie-Brigaden die Flanken. Am 8. November erreichten die Spanier La Guardia, etwa 40 Kilometer südlich von Madrid. Trotz einiger Verluste beim Vormarsch verfügte General Areizaga am Beginn der folgenden Schlacht noch über 46.000 Infanteristen und 5.500 Reiter.

## Schlacht

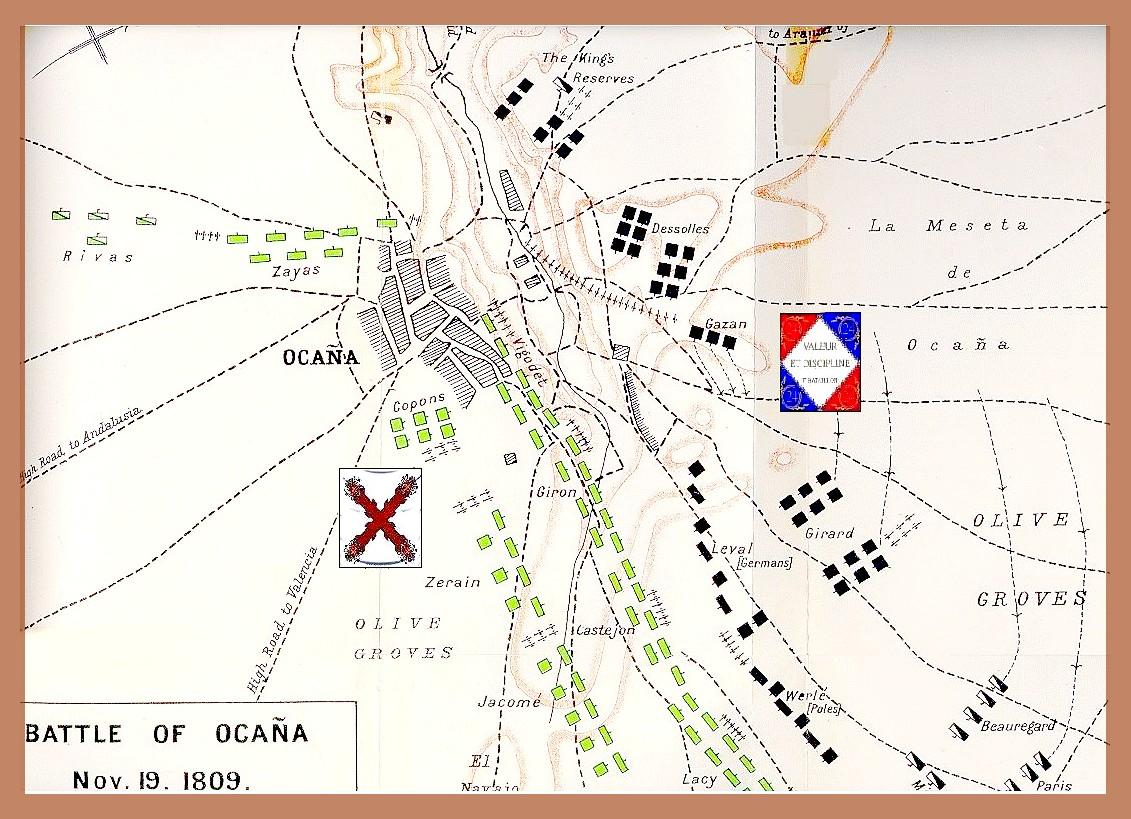
Schlacht bei Ocaña

Am 18. November gingen die Divisionen des französischen IV. Korps unter Horace-François Sébastiani an der Brücke von La Reyna über den Tajo und nahmen Stellung auf den Höhen von Ontigola, östlich der Straße von Madrid nach Cádiz, ein. Die französische Reiterei unter Milhaud und Paris überquerte den Tajo bei Aranjuez und sicherte nördlich und östlich von Ocaña, mit Front nach Süden. Am 19. November stieß die spanische Vorhut unter General de Lacy beim Vormarsch durch Ocaña nach Ontigola im Tal des Valle de major auf Truppen des französischen IV. Korps. Die Divisionen Leval und Werlé drängten die Spanier durch die Schluchten von Cabeza Gorda auf Cochillo zurück. Gleichzeitig rückte der spanische linke Flügel (Division Zayas) rechts und links der Hauptstraße nach Ocaña vor, sicherte die Höhen von Cabeza Gorda und nahm den rechten Flügel des französischen IV. Korps unter Feuer. Soult beschloss, die spanische Rechte mit Sebastianis polnischen und deutschen Divisionen anzugreifen. Nachdem die Infanterie im Kampf lag, vertrieb die französische Kavallerie die Spanier unter Freire und attackierte dann die exponierte südliche Flanke. Die Division Jean-Baptiste Girards unterstützte diesen Angriff tatkräftig. Als auch die Truppen des General Dessolles (55. und 53. Linien-Regiment) eingriffen und rechts von Ocaña zum Angriff übergingen, gerieten die Spanier vollständig ins Wanken. General Mortier, Kommandeur des französischen 5. Korps, warf sich mit einer Dragoner-Brigade in den Kampf, brach in eine feindliche Kolonne ein und verfolgte die Spanier in den Richtung auf Mora und La Guardia. Die spanische Armee erlitt eine schwere Niederlage und verlor 19.000 Mann, dazu kamen Deserteure.

## Folgen
Die strategischen Konsequenzen waren verheerend: Ohne funktionstüchtige Armee, die den Süden Spaniens hätte verteidigen können, wurde im folgenden Winter Andalusien von den Franzosen überrannt. Anfang 1810 musste die spanische Junta nach Cádiz fliehen.